# شنل‌پوش کاکلی
کپوچین کاکلی (نام علمی: Cebus apella) نام یک گونه از سرده میمون کپوچین نازک‌اندام است.